# لوح سفید

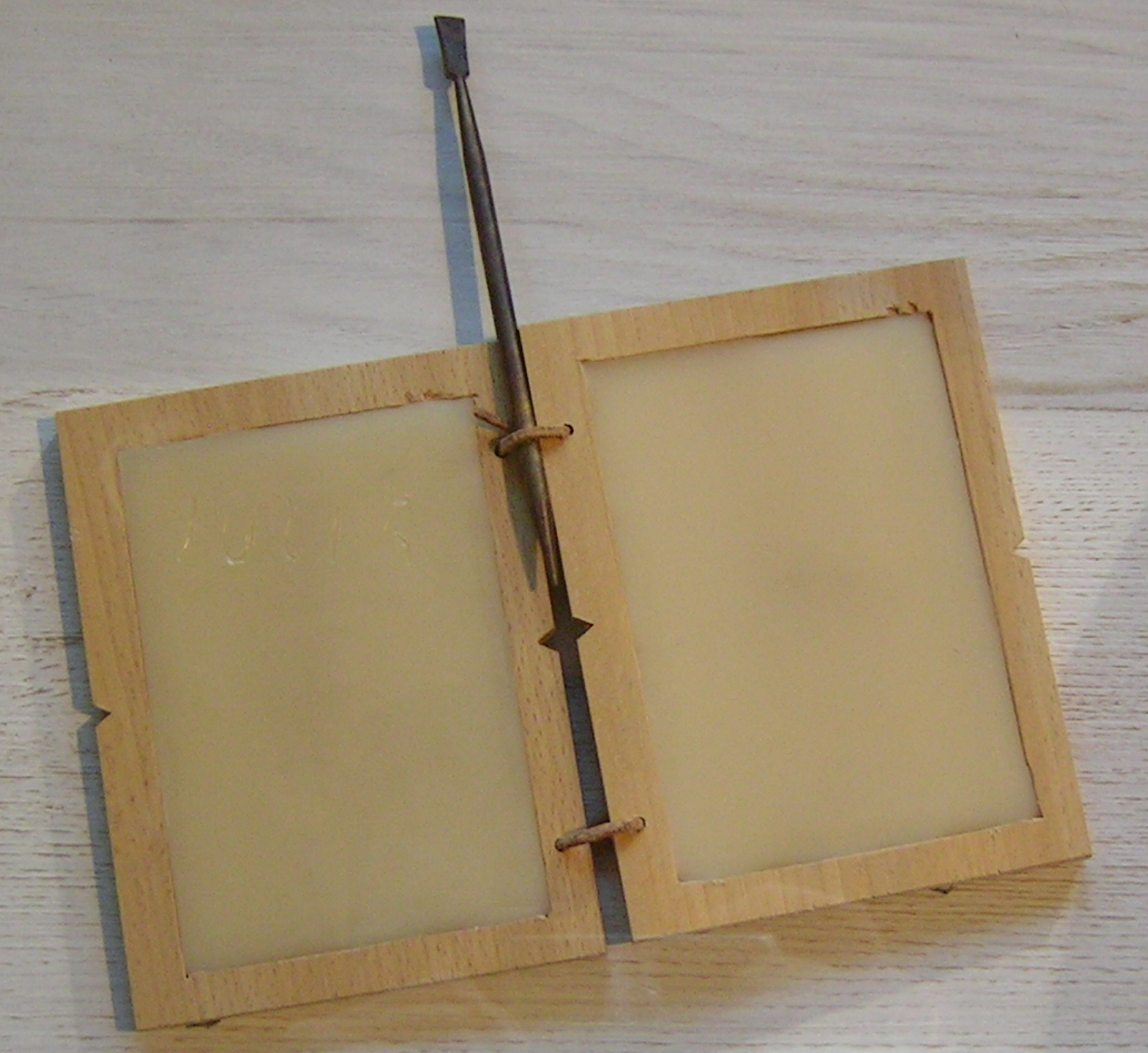
تابولای رومی یا لوح مومی با قلم.

لوح سفید یا تابولا رازا  به ایده معرفت شناختی‌ای اشاره دارد که افراد بدون محتوای ذهنی متولد می‌شوند و بنابراین تمام دانش از تجربه یا ادراک حاصل می‌شود. طرفداران تابولا رازا به‌طور کلی با اصول نظریه فطرت که معتقد است که ذهن متولد شده دارای دانش معین است مخالف هستند. به‌طور کلی، طرفداران تئوری تابولا رازا به سمت «پرورش» از مباحثهٔ سرشت و پرورش گرایش دارند، زمانی که به جنبه‌های شخصیتی، رفتار اجتماعی و عاطفی، دانش و عقل می‌پردازد.